# Chiesa del Miracolo
La chiesa del Miracolo o del Miracolo della Madonna del Fuoco o anche di Maria Santissima Vergine del Fuoco protettrice della città di Forlì si trova a Forlì (FC). Sorge dove un tempo era la scuola in cui si trovava l'immagine della Madonna del Fuoco.

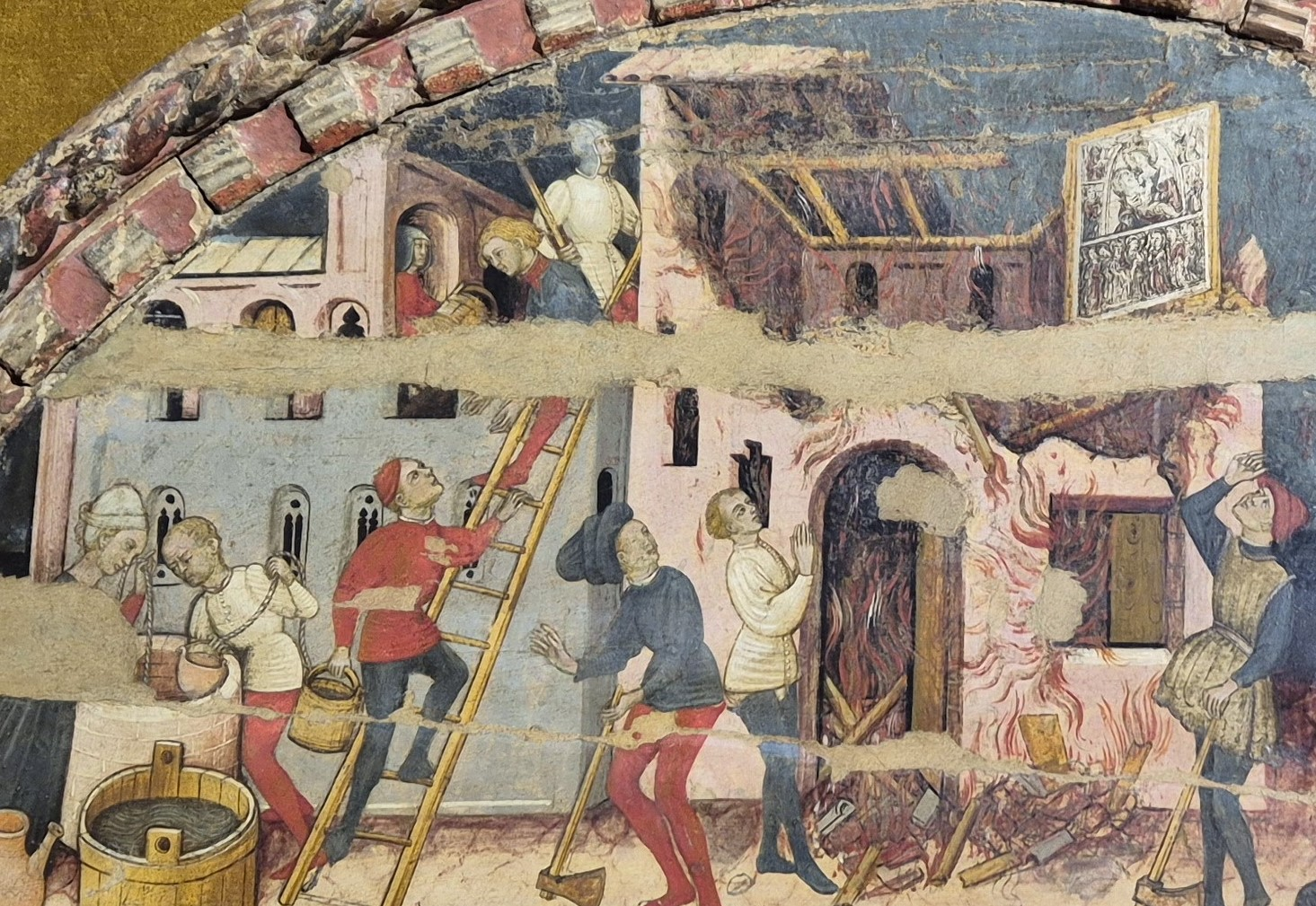
Giovanni di Mastro Pedrino, Lunetta del Miracolo, 1438 circa, tempera su tavola, dettaglio, Forlì, Cattedrale

## Storia
La chiesa deve il nome e la dedicazione alla Madonna del Fuoco, patrona della città di Forlì.
L'immagine della Madonna, una xilografia su carta sostenuta da una tavoletta di legno, era esposta fin dal 1425 su un muro della scuola, dove insegnava un tal Mastro Lombardino da Riopetroso.
Durante l'inverno, all'interno della scuola veniva acceso un focolare in modo da poter riscaldare gli alunni. Probabilmente una sera, al termine delle lezioni, non ci si assicurò che le ceneri fossero ben spente. Durante la notte di mercoledì 4 febbraio 1428 si sviluppò quindi un incendio che avvolse la scuola, distruggendola. La popolazione accorse per circoscrivere il fuoco e salvare il possibile. L'incendio però durò più giorni e della scuola rimasero solo macerie annerite. Destò perciò grande stupore rinvenire l'immagine della Madonna praticamente intatta.
Fra i testimoni c'era anche il celebre Ugolino Urbevetano da Forlì. Il Governatore della città, il Legato pontificio Monsignore Domenico Capranica, ordinò di portare l'immagine nel duomo della città con una solenne processione, tenutasi l'8 febbraio.
L'edificio dove si trovava l'immagine della Madonna doveva essere una semplice casa di stile medievale, come appare nella lunetta conservata al Duomo che in origine era collocata sulla cappella dove era esposta l'immagine sacra nella sua prima collocazione dentro la Cattedrale (nel Seicento fu realizzata una seconda cappella molto più grande dove l'immagine tuttora si trova). Nella lunetta si vede l'edificio largamente compromesso, con il tetto sfondato e il muro crollato. D'altronde le cronache insistono che l'evento di conservazione dell'immagine miracolosa è fatto eccezionale proprio perché l'edificio stesso viene completamente distrutto dal fuoco. 

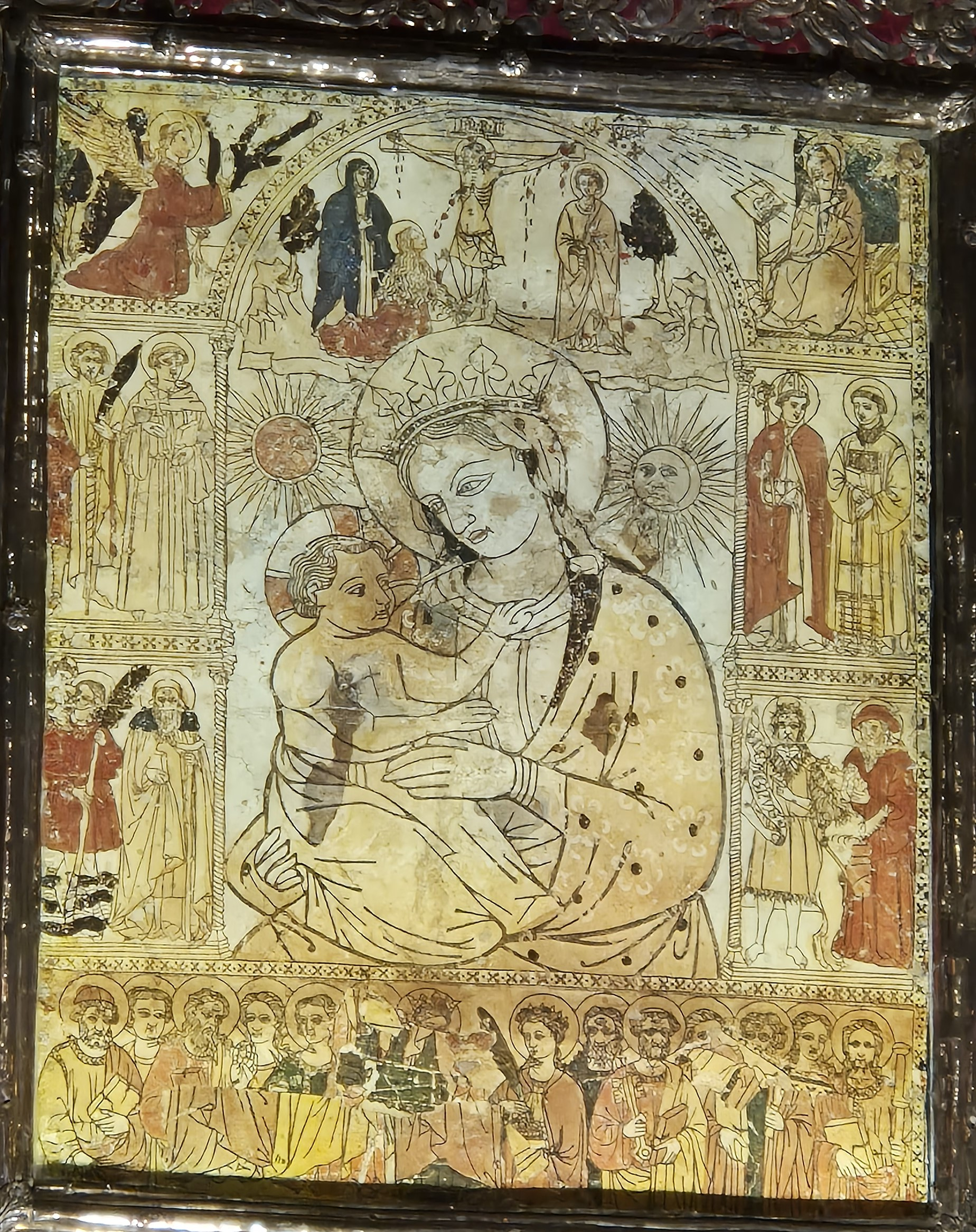
Madonna del Fuoco

Nel 1797 nella zona in cui sorgeva l'edificio originario se ne trova un altro che secondo le cronache è fatiscente e pericolante. Tuttavia è ben radicata nella tradizione la coscienza che quello è il luogo del miracolo e un gesuita di origine bolognese, Andrea Michelini, acquista l'edificio e lo fa demolire, per poi edificare in maniera rapida una cappelletta votiva che accoglieva al suo interno un bassorilievo in terracotta con l'immagine della Beata Vergine che la tradizione voleva essere stato rinvenuto nell'antico edificio demolito e dunque preservato come era successo per l'antica xilografia. Si tratta probabilmente di una diceria popolare, ma comunque l'immagine gode di una devozione crescente, tanto che viene benedetta da monsignor Mercuriale Prati e poi sarà collocata sopra l'altare della chiesa ultimata.
L'architetto forlimpopolese Ruffillo Righini inizia un progetto per la costruzione di una nuova chiesa, ma con le soppressioni napoleoniche prima e con la morte di Michelini poi (1814) i lavori procedono a rilento e sembrano destinati a interrompersi del tutto. Nel 1815, invece, il canonico penitenziere della Cattedrale Angelo Poggiolini vende alcune proprietà per investire nel completamento dell'immobile. Il progetto passa nelle mani di Luigi Mirri, che decide le forme che tuttora rimangono della chiesa, mentre del progetto originario resta solo il campanile. I lavori terminano nel 1819. 
La chiesa in genere viene aperta solo in occasione della festività della Madonna del Fuoco, nella settimana del 4 febbraio o in occasione di mostre d'arte sacra.

## Descrizione

### Esterno

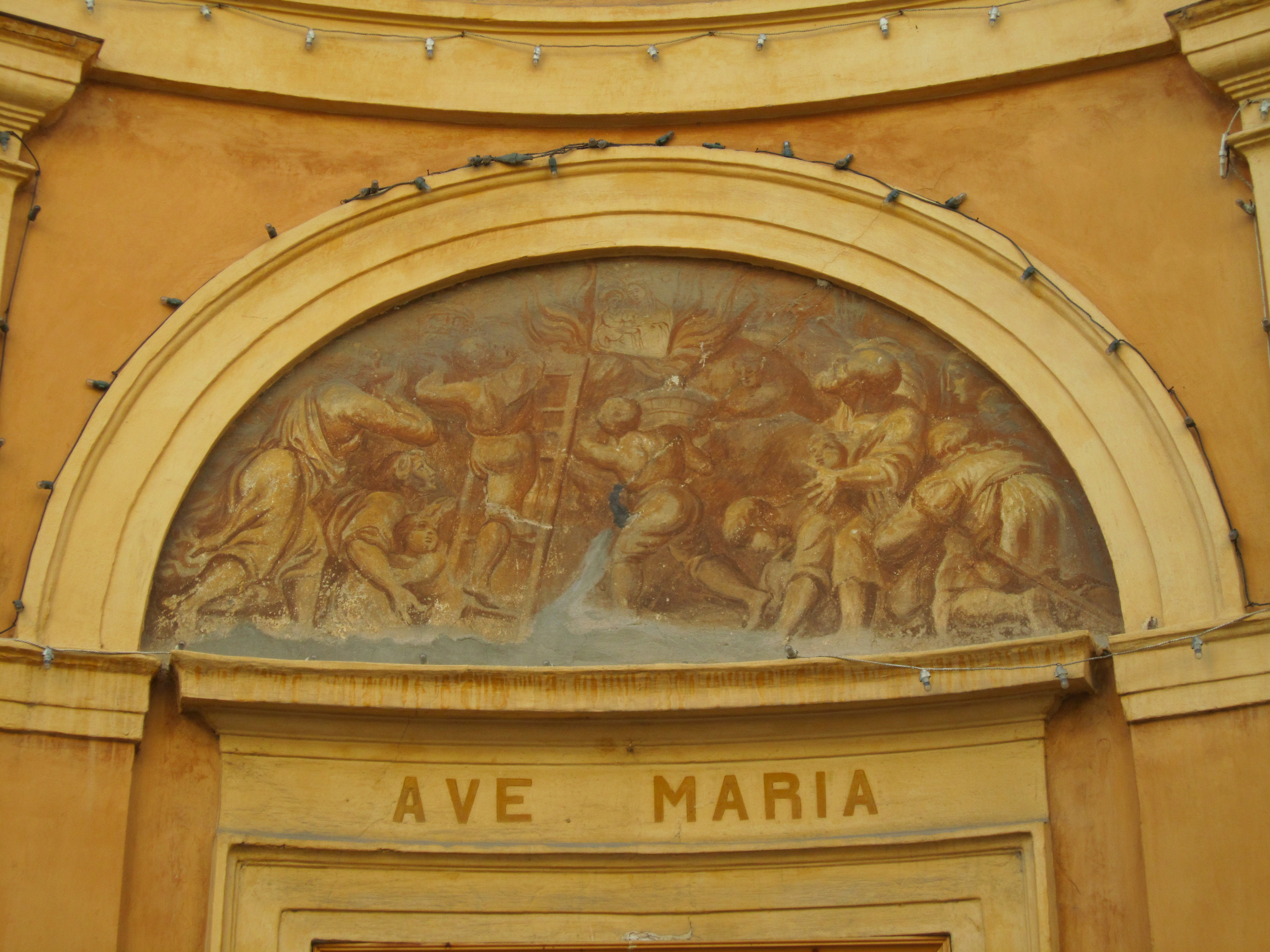
Affresco sulla facciata della chiesa narrante la vicenda del miracolo

La facciata, realizzata in stile neoclassico, ha una forma incurvata in modo da ricavare un piccolo spazio di fronte alla chiesa che rende più aperto lo spazio, dato che la strada su cui affaccia la chiesa è stretta e presenta molti edifici vicini gli uni agli altri. Nella lunetta sopra il portale si trova un dipinto a secco che rappresenta la vicenda del miracolo. Attribuito a Gaetano Gandolfi, ma erroneamente, perché l'artista muore prima della costruzione della chiesa, non è chiaro chi lo abbia realizzato. Dato lo stato di deterioramento è stato sottoposto a restauro nel 2018. In occasione del restauro è stato possibile studiare anche la tecnica con cui è stato realizzato che prevede la realizzazione di un disegno con spolvero da cartone ribadito poi con un punzone sull'intonaco fresco, a cui segue la stesura di colori di calce sui toni di monocromo rossastro che sfruttano in parte lo sfondo dell'intonaco grigio che emerge nelle zone di trasparenza e una lumeggiatura chiara che evidenzia i volumi. Sulla facciata si trova come disegnato un elemento classico complesso con ai lati due paraste che terminano con dei capitelli che reggono il frontone, al cui centro è posta una piccola finestra semicircolare.
Sulla sinistra della facciata si trova un piccolo campanile, stretto fra la chiesa e l'edificio vicino.

### Interno

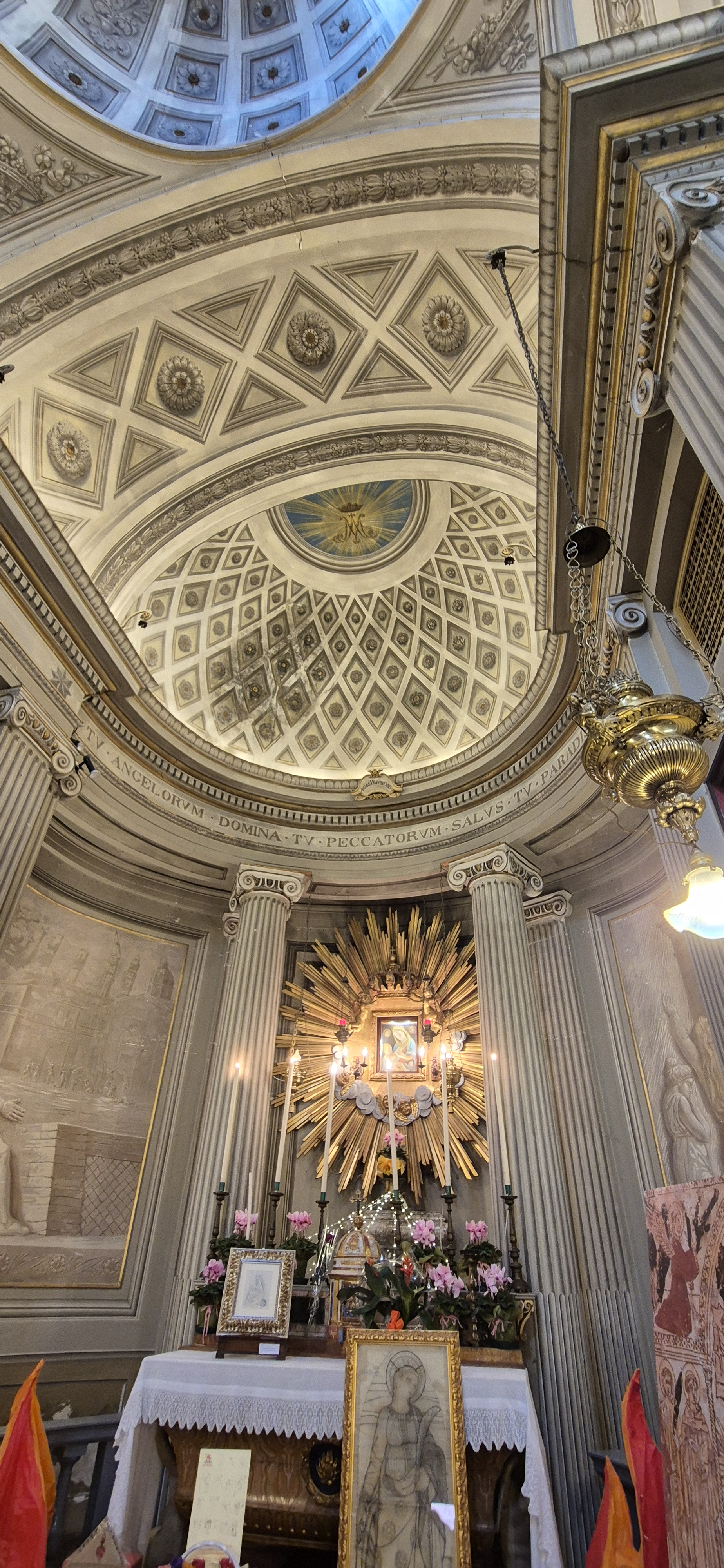

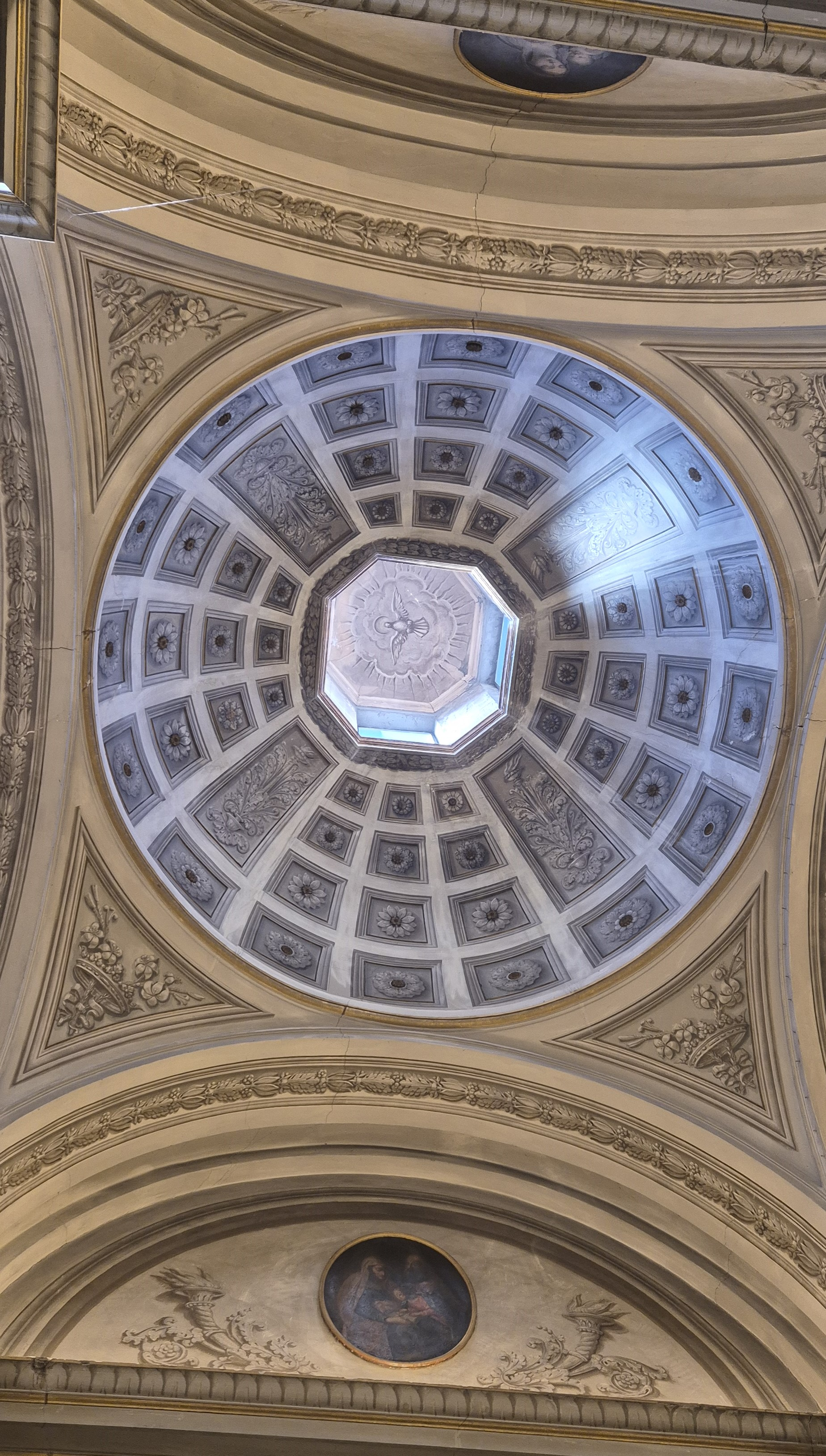

L'interno, in stile neoclassico, è a pianta centrale. Il soffitto presenta una cupola decorata a cassettoni, nel cui centro si apre una lanterna che è la sola fonte di luce dell'interno. Al centro della cupola si trova dipinta l'immagine di una colomba in volo.
La zona presbiteriale sopra cui si legge in un cartiglio altare privilegiatum, presenta un fregio con iscrizione dedicatoria a Maria (Angelorum Domina tu peccatorum salus tu paradisi ianua) e un finto porticato con doppie colonne di ordine ionico. Al centro, circondata da elaborati stucchi e raggi bronzei si trova l'immagine di Maria che era stata collocata nella prima celletta devozionale sorta nel luogo di culto nel 1797. 
A fianco dell'immagine si possono vedere due scene affrescate da Pietro Zampighi per la chiesa. Esse, che in origine erano quattro, ma di cui ne restano visibili solo due, dato che le altre sono state coperte da lapidi commemorative, raffigurano La traslazione della Santa Immagine, il Terremoto, la pioggia, il sereno. Globalmente la chiesa presenta colori tenui, giocati sui toni del beige, e anche gli affreschi sono monocromi.
In controfacciata è presente un organo di pregio.

## La Beata Vergine della chiesa del Miracolo

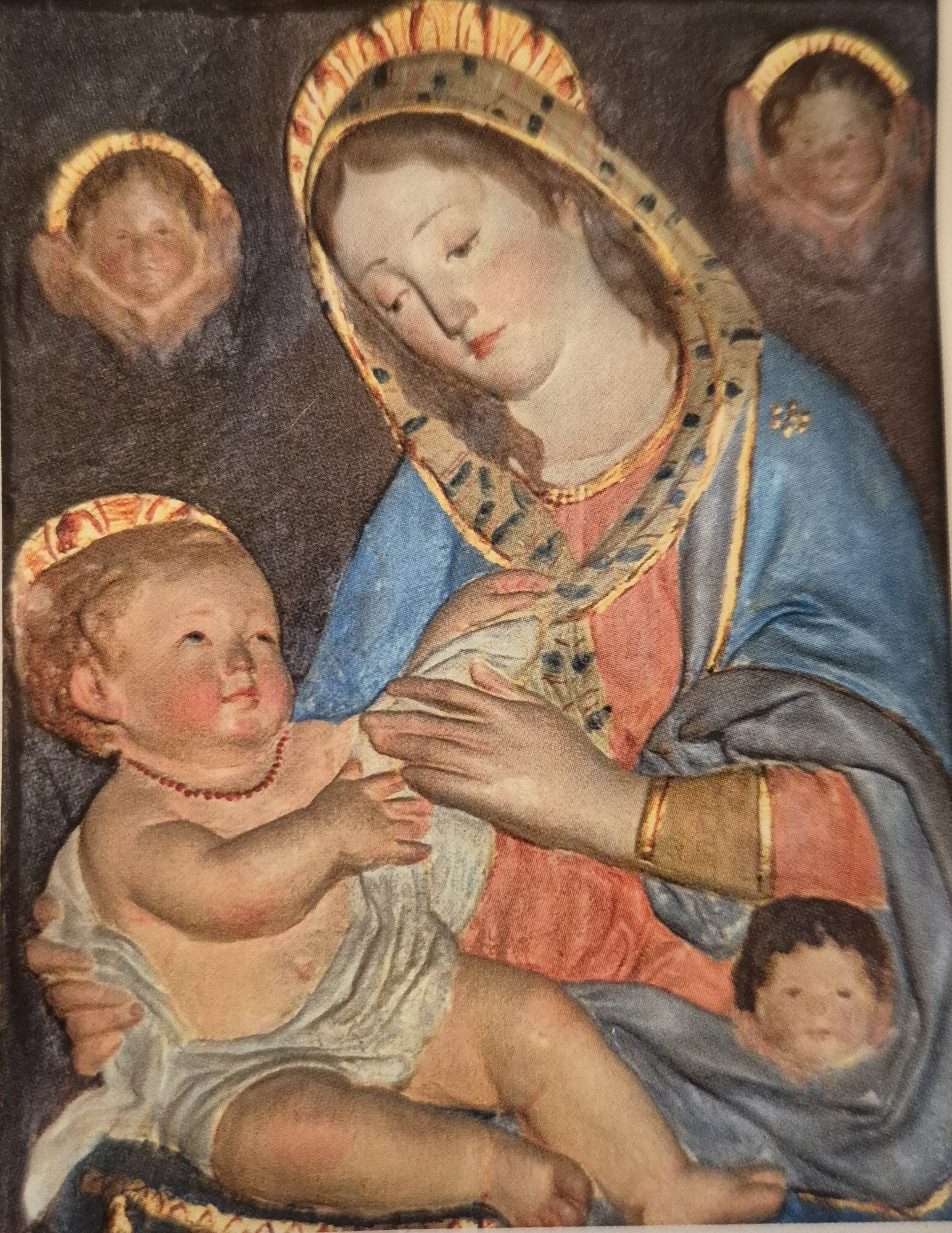

L'immagine della Vergine è collocata sull'altare fin dall'inizio della costruzione della chiesa. Non si conosce l'autore o l'epoca precisa, ma nel 1797 era stata collocata nella celletta che per prima aveva ricordato il luogo del miracolo della Madonna del Fuoco, precedentemente abbandonato.
Maria si presenta giovane e delicata, in atteggiamento affettuoso nei confronti del figlio che presenta al collo una collana di corallo. Intorno alle due figure principali si trovano tre teste di angeli bambini.